# Bernhard Sauvant
Bernhard August Ferdinand Sauvant était un Oberstleutnant hautement décoré dans la Wehrmacht pendant la Seconde Guerre mondiale. Il est récipiendaire de la croix de chevalier de la croix de fer avec feuilles de chêne pour bravoure extrême sur le champ de bataille.
Il a intégré l'armée en 1930 au sein du 36e régiment de panzers. Il participe aux campagnes de Pologne, de France et combat également dans les Balkans avant de participer à l'opération Barbarossa. Il est grièvement blessé le 13 août 1943 lors de la Bataille de Koursk.
À la fin de la guerre, il combattit en Courlande.

## Décorations
- Croix de fer (1939)
  - 2e classe
  - 1re classe
- Insigne des blessés
  - Noir
  - Argent
- Médaille du Front de l'Est
- Insigne de combat des blindés en argent
  - Classe 25
- Croix allemande en or (13 septembre 1942)
- Croix de chevalier de la croix de fer avec feuilles de chêne
  - Chevalier le 30 novembre 1942 en tant que major du 1er bataillon du Panzer-Regiment 36.
  - avec feuilles de chêne le 28 juillet 1943 en tant que commandant du Schwere Panzer Abteilung 505.

## Sources
- Lexikon der Wehrmacht